# Temple Hills (Maryland)
Temple Hills es un lugar designado por el censo ubicado en el condado de Prince George en el estado estadounidense de Maryland. En el Censo de 2010 tenía una población de 7.852 habitantes y una densidad poblacional de 2.153,18 personas por km².

## Geografía
Temple Hills se encuentra ubicado en las coordenadas 38°48′38″N 76°56′58″O / 38.81056, -76.94944. Según la Oficina del Censo de los Estados Unidos, Temple Hills tiene una superficie total de 3.65 km², de la cual 3.65 km² corresponden a tierra firme y (0%) 0 km² es agua.

## Demografía
Según el censo de 2010, había 7.852 personas residiendo en Temple Hills. La densidad de población era de 2.153,18 hab./km². De los 7.852 habitantes, Temple Hills estaba compuesto por el 5.63% blancos, el 86.92% eran afroamericanos, el 0.36% eran amerindios, el 1.2% eran asiáticos, el 0.1% eran isleños del Pacífico, el 3.25% eran de otras razas y el 2.55% pertenecían a dos o más razas. Del total de la población el 6.16% eran hispanos o latinos de cualquier raza.